# Flachbahnstufenschalter
Der Flachbahnstufenschalter (auch Schlittenschaltwerk) ist eine Vorrichtung zur Regulierung der Spannung bei Elektromotoren. Hauptsächlich wurde diese Art von Schaltwerk bei Lokomotiven mit elektrischem Hauptantrieb zur Regulierung der Geschwindigkeit benutzt.

## Funktion
Der prinzipielle Aufbau eines Flachbahnstufenschalters besteht aus einer Gleitbahn und einem darauf angebrachten, beweglichen Kontaktschlitten. Der Schlitten kann entweder elektromotorisch oder von Hand durch Seil- und Kettenzüge angetrieben werden, was für den Bedienenden mit erheblichem Kraftaufwand verbunden sein kann. Auf der Gleitbahn sind paarweise Kontakte angebracht, wobei die Kontakte eines jeden Paares elektrisch voneinander getrennt sind. Die eine Hälfte der Kontakte ist mit den Transformatoranzapfungen verbunden, die andere mit dem Fahrzeugantrieb. Beim Einlegen einer Schaltstufe bewegt sich der Schlitten zu einem der Kontaktpaare und stellt zwischen den Kontakten eine elektrisch leitende Verbindung her.
Einige Schalter sind so konstruiert, dass beim Überschalten auf die nächste Stufe kurzzeitig Kontakte verschiedener Stufen durch den Schlitten verbunden werden. Das hat den Vorteil, dass während des Schaltvorgangs kein Abreißfunke entsteht, der die Kontaktoberflächen erodieren lässt und dass nahezu ruckfrei beschleunigt werden kann. Andererseits entsteht dabei auf der Transformatorseite ein Windungsschluss, der durch Widerstände abgedämpft werden muss. Bei anderen Bauarten wird der Hauptstrom durch einen Lastschalter unterbrochen, um ein spannungsfreies Überschalten zu ermöglichen.
Schienenfahrzeuge, bei denen der Flachbahnstufenschalter verwendet wurde, sind zum Beispiel die DR-Baureihe E 16 sowie die Lokomotiven SBB Ae 3/6 I und Ae 4/7.